# 橡皮小鴨

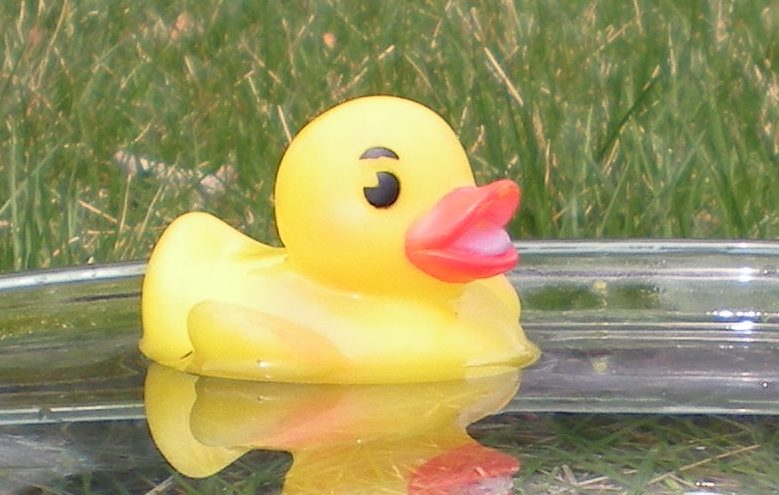
橡皮小鸭

橡皮小鴨（又稱橡膠小鴨、橡皮鴨）是一種利用橡皮或者聚氯乙烯製成雛鴨形狀的玩具，中空而且質料輕軟，有些在底部裝置了鳴笛，於按壓橡皮鴨體時會發出類似於鴨的叫聲。
橡皮小鴨的基本顏色為黃色、橘色嘴巴及黑色眼睛，後來造型越來越多，顏色不限制於黃色，面部表情亦不同，有的更會增加太陽眼鏡等裝飾。
橡皮小鴨於開發初期，主要是為孩童沐浴時的玩具，能夠如鴨子般漂浮在水面上以吸引孩童的注意力，後來也有被作為寵物的玩具。也有廠商將橡皮鴨開發為情趣用品，內置電池及馬達等，以產生按摩式的振動。

## 比赛

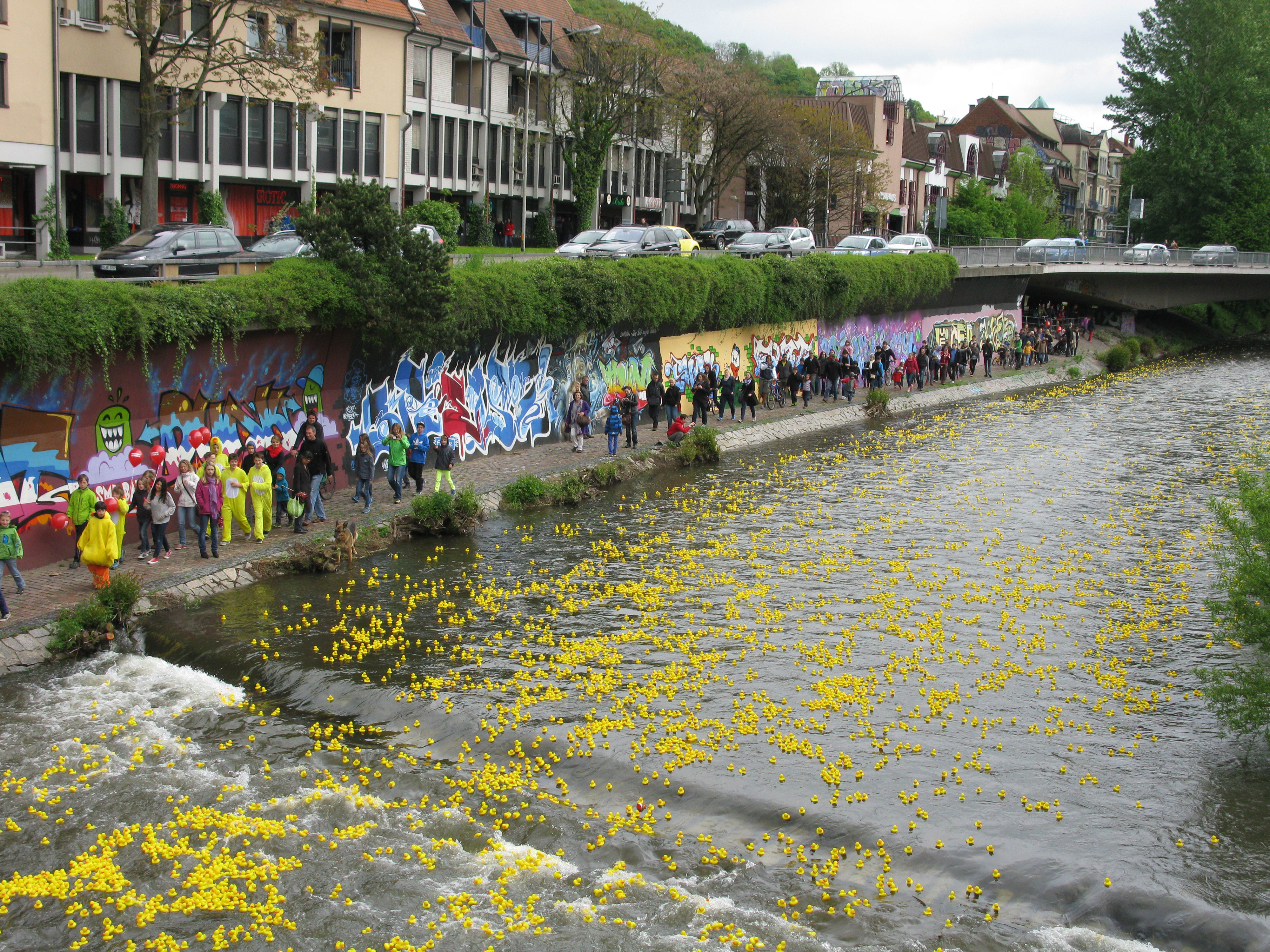
在弗赖堡，德国的一场橡皮鸭比赛

橡皮鸭比赛，也称为赛鸭比赛，已经作为全球组织筹款的一种方式。人们通过赞助一只鸭子向组织捐款。在筹款活动结束时，所有的鸭子被倾倒进一条水道，首先漂过终点线的将为其赞助者赢得奖品。

### 北美洲
在美国和国际上举办了数百场比赛。美国最大的比赛是每年在辛辛那提举办的Freestore Foodbank橡皮鸭赛船节。该赛船节自1995年首次举办以来，现在有超过150,000只鸭子参赛，为该组织筹集资金。 自1995年始，辛辛那提的橡皮鸭赛船节已筹集了超过$9百万，自2014年以来，每年的比赛都筹集了超过$1百万。
由阿斯彭扶轮俱乐部于1991年首次举办的年度阿斯彭Ducky Derby，现在有30,000只鸭子参与，并于每年8月在阿斯彭的Rio Grande公园举行。在过去的20年中，阿斯彭Ducky Derby已经筹集了超过$2.3百万，以造福65个非营利团体。
在印第安纳州韦恩堡，Weigand Construction Duck Race已经在Johnny Appleseed公园举办了30多年的夏季比赛，以支持SCAN组织，该组织的使命是通过家庭服务、教育和社区合作消除印第安纳州东北部的儿童虐待和忽视现象。
其中一场较为有名的橡皮鸭比赛是Great 诺克斯维尔 Rubber Duck Race。 当田纳西州最高法院裁定它是一场彩票时，这场比赛受到了关注，这使比赛暂停了几年。在州修订宪法以允许彩票并有特殊例外之后，比赛重新启动。Derby Duck比赛有超过40,000只鸭子竞赛，造福田纳西山谷的男孩和女孩俱乐部。
有名的橡皮鸭比赛是哈利法克斯 Duck Derby。 这场比赛在哈利法克斯港的Bishops Landing旁边有10,000只橡皮鸭。总奖金为100万加拿大元；其他奖项包括前往加拿大任何地方的旅行、大屏幕电视等。这场比赛在为其组织筹集资金和提高认识方面非常成功。
兰斯登 Duck Derby是该镇的劳动节传统，位于萨斯喀彻温省西北部的里贾纳31（19英里）处。为了帮助该镇筹集新溜冰场的资金，于1988年成立， 现在这场比赛有25,000只橡皮鸭沿着Qu'Appelle River的一段漂流，并设有100万加元的总奖金。 该镇为此安排了一天的活动，包括煎饼早餐、乐队和其他娱乐节目、儿童活动和“赛道巡游”。
埃斯特斯公园的Rotary Duck Race为68个不同的慈善机构筹集资金。参赛者在购票时必须选择将他们的钱捐给哪个慈善机构。

### 澳大利亚
The Great Brisbane Duck Race每年在布里斯班河上举行，为PA Research Foundation筹集资金。 2011年的比赛共有30,000只橡皮鸭参加。PA Research Foundation还举办了团队鸭子比赛挑战赛，各团队被邀请筹集资金，并参与有动力或无动力的团队鸭子比赛，团队可以装饰、品牌和修改一只高26-（10-英寸）的大橡皮鸭。
另一场比赛于1988年1月在澳大利亚举行。它是从“高层桥”到“低层桥”附近的凯瑟琳在澳大利亚日长周末进行的。代表该镇的二百周年纪念委员会，澳大利亚皇家空军军官Andrew Cairns和Jock MacGowan构建了释放笼，购买和编号了鸭子，印刷了门票，甚至安排了直升机飞过。

## 相關參見
- 大黄鸭

## 外部參考
- 香港版1947年膠鴨之父